# Stany Zjednoczone na Zimowych Igrzyskach Olimpijskich 1980
Stany Zjednoczone na Zimowych Igrzyskach Olimpijskich 1980 reprezentowało 104 zawodników: 78 mężczyzn  i 26 kobiet. Był to trzynasty start reprezentacji Stanów Zjednoczonych na zimowych igrzyskach olimpijskich.

## Zdobyte medale
| Medal  | Zawodnik | Dyscyplina            | Konkurencja               | Rezultat     |
| ------ | --- | --------------------- | ------------------------- | ------------ |
| Złoto  | James Craig, Kenneth Morrow, Michael Ramsey, William Baker, John O’Callahan, Robert Suter, David Silk, Neal Broten, Mark Johnson, Steven Christoff, Mark Wells, Mark Pavelich, Eric Strobel, Micheal Eruzione, David Christian, Robert McClanahan, William Schneider, Philip Verchota, John Harrington | Hokej na lodzie       | turniej mężczyzn          |              |
| Złoto  | Eric Heiden | Łyżwiarstwo szybkie   | Bieg na 500 m mężczyzn    | 38,03 s      |
| Złoto  | Eric Heiden | Łyżwiarstwo szybkie   | Bieg na 1000 m mężczyzn   | 1:15,18 min  |
| Złoto  | Eric Heiden | Łyżwiarstwo szybkie   | Bieg na 1500 m mężczyzn   | 1:55,44 min  |
| Złoto  | Eric Heiden | Łyżwiarstwo szybkie   | Bieg na 5000 m mężczyzn   | 7:02,29 min  |
| Złoto  | Eric Heiden | Łyżwiarstwo szybkie   | Bieg na 10 000 m mężczyzn | 14:28,13 min |
| Srebro | Linda Fratianne | Łyżwiarstwo figurowe  | Solistki                  | 188,30pkt    |
| Srebro | Leah Poulos-Mueller | Łyżwiarstwo szybkie   | Bieg na 500 m kobiet      | 42,26 s      |
| Srebro | Leah Poulos-Mueller | Łyżwiarstwo szybkie   | Bieg na 1000 m kobiet     | 1:25,41 min  |
| Srebro | Phil Mahre | Narciarstwo alpejskie | Slalom mężczyzn           | 1:44,76 min  |
| Brąz   | Charles Tickner | Łyżwiarstwo figurowe  | Soliści                   | 187,06 pkt   |
| Brąz   | Beth Heiden | Łyżwiarstwo szybkie   | Bieg na 3000 m kobiet     | 4:33,77 min  |

## Skład kadry

### Biathlon
Mężczyźni
| Zawodnik                                           | Konkurencja         | czas biegu | Kary  | Łączny czas | Pozycja |
| -------------------------------------------------- | ------------------- | ---------- | ----- | ----------- | ------- |
| Martin Hagen                                       | Bieg na 20 km       | 1:13:02,95 | 8:00  | 1:21:02,95  | 36.     |
| Glen Jobe                                          | Bieg na 20 km       | 1:15:36,52 | 6:00  | 1:21:36,52  | 38.     |
| Johnny Ruger                                       | Bieg na 20 km       | 1:12:30,80 | 21:00 | 1:33:30,80  | 45.     |
| Lyle Nelson                                        | Bieg na 10 km       | 35:40,56   | 2     | 35:40,56    | 19.     |
| Donald Nielsen                                     | Bieg na 10 km       | 38:51,02   | 6     | 38:51,02    | 44.     |
| Peter Hoag                                         | Bieg na 10 km       | 38:53,44   | 4     | 38:53,44    | 45.     |
| Martin Hagen Lyle Nelson Donald Nielsen Peter Hoag | Sztafeta 4 × 7,5 km | 1:39:24,29 | 0     | 1:39:24,29  | 8.      |

### Biegi narciarskie
Mężczyźni
| Zawodnik                                                 | Konkurencja        | czas                     | Pozycja                  |
| -------------------------------------------------------- | ------------------ | ------------------------ | ------------------------ |
| Bill Koch                                                | Bieg na 15 km      | 43:38,56                 | 16.                      |
| Stanley Dunklee                                          | Bieg na 15 km      | 44:03,84                 | 22.                      |
| Timmthy Caldwell                                         | Bieg na 15 km      | 44:30,41                 | 25.                      |
| James Galanes                                            | Bieg na 15 km      | 44:46,48                 | 33.                      |
| Stanley Dunklee                                          | Bieg na 30 km      | 1:33:48,02               | 30.                      |
| James Galanes                                            | Bieg na 30 km      | 1:36:15,17               | 41.                      |
| Doug Peterson                                            | Bieg na 30 km      | 1:38:29,86               | 45.                      |
| Bill Koch                                                | Bieg na 30 km      | Nie ukończył konkurencji | Nie ukończył konkurencji |
| Bill Koch                                                | Bieg na 50 km      | 2:34:31,62               | 13.                      |
| James Galanes                                            | Bieg na 50 km      | 2:37:09,64               | 20.                      |
| Stanley Dunklee                                          | Bieg na 50 km      | 2:42:20,20               | 33.                      |
| Doug Peterson                                            | Bieg na 50 km      | Nie ukończył konkurencji | Nie ukończył konkurencji |
| Bill Koch Timothy Caldwell James Galanes Stanley Dunklee | Sztafeta 4 × 10 km | 2:04:12,17               | 8.                       |

Kobiety
| Zawodniczka                                                                                | Konkurencja       | czas       | Pozycja |
| ------------------------------------------------------------------------------------------ | ----------------- | ---------- | ------- |
| Alison Owen-Spencer                                                                        | Bieg na 5 km      | 16:05,04   | 22.     |
| Beth Paxson                                                                                | Bieg na 5 km      | 16:20,93   | 26.     |
| Leslie Bancroft                                                                            | Bieg na 5 km      | 16:39,71   | 33.     |
| Betsy Haines                                                                               | Bieg na 5 km      | 17:27,75   | 37.     |
| Alison Owen-Spencer                                                                        | Bieg na 10 km     | 32:41,33   | 22.     |
| Beth Paxson                                                                                | Bieg na 10 km     | 33:01,60   | 25.     |
| Leslie Bancroft                                                                            | Bieg na 10 km     | 33:04,71   | 28.     |
| Lynn von der Heide-Spencer-Galanes                                                         | Bieg na 10 km     | 33:13,89   | 31.     |
| Alison Owen-Spencer Beth Paxson Leslie Bancroft-Krichko Lynn von der Heide-Spencer-Galanes | Sztafeta 4 × 5 km | 1:06:55,41 | 7.      |

### Bobsleje
Mężczyźni
| Osada  | Zawodnik                                            | Konkurencja | Ślizg 1 | Ślizg 2 | Ślizg 3 | Ślizg 4 | Łącznie | Pozycja |
| ------ | --------------------------------------------------- | ----------- | ------- | ------- | ------- | ------- | ------- | ------- |
| USA-II | Howard Siler Dick Nalley                            | Dwójki      | 1:03,04 | 1:03,04 | 1:02,65 | 1:03,00 | 4:11,73 | 5.      |
| USA-I  | Brent Rushlaw Joe Tyler                             | Dwójki      | 1:02,90 | 1:02,81 | 1:02,99 | 1:03,42 | 4:12,12 | 6.      |
| USA-I  | Bob Hickey Jeff Jordan Willie Davenport Jeff Gadley | Czwórki     | 1:01,49 | 1:01,81 | 1:01,04 | 1:01,77 | 4:06,11 | 12.     |
| USA-II | Howard Siler Joe Tyler Jeff Jost Dick Nalley        | Czwórki     | 1:01,49 | 1:01,69 | 1:01,30 | 1:01,72 | 4:06,20 | 13.     |

### Hokej na lodzie
Reprezentacja mężczyzn
| - James Craig - Kenneth Morrow - Michael Ramsey - William Baker - John O’Callahan - Robert Suter - David Silk - Neal Broten - Mark Johnson - Steven Christoff |  | - Mark Wells - Mark Pavelich - Eric Strobel - Micheal Eruzione - David Christian - Robert McClanahan - William Schneider - Philip Verchota - John Harrington |

Reprezentacja Stanów Zjednoczonych brała udział w rozgrywkach grupy „niebieskiej”, w której zajęła 2. miejsce i awansowała do grupy finałowej. Zajmując pierwsze miejsce w grupie finałowej reprezentacja USA zdobyła złoty medal olimpijski.

#### Grupa Niebieska
| Drużyna           | M | Mecze | Mecze | Mecze | Bramki | Bramki | Bramki | Pkt |
| Drużyna           | M | W     | R     | P     | +      | -      | +/-    | Pkt |
| ----------------- | - | ----- | ----- | ----- | ------ | ------ | ------ | --- |
| Szwecja           | 5 | 4     | 1     | 0     | 26     | 7      | +13    | 9   |
| Stany Zjednoczone | 5 | 4     | 1     | 0     | 25     | 10     | +15    | 9   |
| Czechosłowacja    | 5 | 3     | 0     | 2     | 34     | 16     | +18    | 6   |
| Rumunia           | 5 | 1     | 1     | 3     | 13     | 29     | -16    | 3   |
| RFN               | 5 | 1     | 0     | 4     | 21     | 30     | -9     | 2   |
| Norwegia          | 5 | 0     | 1     | 4     | 9      | 36     | -27    | 1   |

Wyniki
| 12 lutego 1980 | Szwecja | 2:2 | Stany Zjednoczone | Olympic Fieldhouse |

| Godzina: 20:00 | S.Andersson 11:04 T.Eroksson 44:45 | (1:0, 0:1, 1:1) | D.Silk 39:32 W.Baker 59:33 | Sędzia główny: Dombrowski |

| 14 lutego 1980 | Czechosłowacja | 7:3 | Stany Zjednoczone | Olympic Filedhouse |

| Godzina: 23:00 | J.Pouzar 02:23 M.Šťastný 12:07 J.Novák 45:36 | (2:2, 2:0, 3:1) | M.Eruzione 04:39 M.Pavelich 05:45 W.Schneider 24:33 M.Johnson 35:28 P.Verchota 42:59 W.Schneider 43:59 R.McClanahan 50:54 | Sędzia główny: Lingren |

| 16 lutego 1980 | Stany Zjednoczone | 5:1 | Norwegia | Olympic Arena |

| Godzina: 16:00 | M.Eruzione 20:41 M.Johnson 24:51 D.Silk 33:31 M.Wells 44:28 K.Morrow 51:29 | (0:1, 3:0, 2:0) | Myhre 04:19 | Sędzia główny: Karl-Gustav Kaisla |

| 18 lutego 1980 | Stany Zjednoczone | 7:2 | Rumunia | Olympic Fieldhouse |

| Godzina: 23:00 | W.Schneider 12:03 E.Strobel 15:52 M.Wells 29:34 W.Schneider 37:05 S.Christoff 43:14 N.Broten 56:12 R.McClanahan 58:09 | (2:0, 2:1, 3:1) | D.Tureanu 33:40 A.Halauca 52:48 | Sędzia główny: Dombrowski |

| 20 lutego 1980 | Stany Zjednoczone | 4:2 | Niemcy | Olympic Fieldhouse |

| Godzina: 23:00 | R.McClanahan 27:40 N.Broten 38:31 R.McClanahan 41:17 P.Verchota 44:17 | (0:2, 2:0, 2:0) | H-P.Kretschmer 01:50 U.Kiessling 19:45 | Sędzia główny: Haley |

#### Grupa finałowa
Do tej fazy rozgrywek zaliczone wyniki meczów z rozgrywek grupowych pomiędzy zainteresowanymi drużynami.
| Drużyna           | M | Mecze | Mecze | Mecze | Bramki | Bramki | Bramki | Pkt | Uwagi |
| Drużyna           | M | W     | R     | P     | +      | -      | +/-    | Pkt | Uwagi |
| ----------------- | - | ----- | ----- | ----- | ------ | ------ | ------ | --- | ----- |
| Stany Zjednoczone | 3 | 2     | 1     | 0     | 10     | 7      | +3     | 5   |       |
| ZSRR              | 3 | 2     | 0     | 1     | 16     | 8      | +8     | 4   |       |
| Szwecja           | 3 | 1     | 2     | 0     | 7      | 14     | -7     | 2   |       |
| Finlandia         | 3 | 0     | 1     | 2     | 7      | 11     | -4     | 1   |       |

Wyniki
| 22 lutego 1980 | Stany Zjednoczone | 4:3 | ZSRR | Olympic Fieldhouse |

| Godzina: 19:30 | W.Schneider 14:03 M.Johnson 19:59 M.Johnson 48:39 M.Eruzione 50:00 | (2:2, 0:1, 2:0) | W.Krutow 09:12 S.Makarow 17:34 A.Malcew 22:18 | Sędzia główny: Kaisla |

| 24 lutego 1980 | Stany Zjednoczone | 4:2 | Finlandia | Olympic Fieldhouse |

| Godzina: 13:30 | S.Christoff 24:39 P.Verchota 42:25 R.McClanahan 46:05 M.Johnson 56:25 | (0:1, 1:1, 3:0) | J.Porvari 09:20 M.Leinonen 26:30 | Sędzia główny: Vladimir Šubrt |

### Kombinacja norweska
Mężczyźni
| Zawodnik         | Konkurencja   | Bieg narciarski    | Bieg narciarski    | Bieg narciarski    | Skoki narciarskie | Skoki narciarskie | Skoki narciarskie | Skoki narciarskie | Skoki narciarskie | Skoki narciarskie | Skoki narciarskie | Skoki narciarskie | Łącznie                  | Pozycja                  |
| Zawodnik         | Konkurencja   | Czas biegu         | Pozycja            | Punkty             | Skok 1            | Nota              | Skok 2            | Nota              | Skok 3            | Nota              | Punkty            | Pozycja           | Łącznie                  | Pozycja                  |
| ---------------- | ------------- | ------------------ | ------------------ | ------------------ | ----------------- | ----------------- | ----------------- | ----------------- | ----------------- | ----------------- | ----------------- | ----------------- | ------------------------ | ------------------------ |
| Walter Malmquist | Indywidualnie | 52:54,5            | 27.                | 173,500            | 79,5              | 108,4             | 84,0              | 113,4             | 80,0              | 106,3             | 221,8             | 2.                | 395,300                  | 12.                      |
| Kerry Lynch      | Indywidualnie | 49:44,3            | 12.                | 202,030            | 69,0              | 87,6              | 74,5              | 92,7              | 72,0              | 85,0              | 180,3             | 20.               | 382,330                  | 18.                      |
| Gary Crawford    | Indywidualnie | 52:21,3            | 25.                | 178,480            | 66,0              | 78,8              | 69,0              | 77,4              | 71,0              | 82,9              | 161,7             | 29.               | 340,180                  | 28.                      |
| Mike Devecka     | Indywidualnie | Nie ukończył biegu | Nie ukończył biegu | Nie ukończył biegu | 69,0              | 88,6              | 71,5              | 85,9              | 69,0              | 80,7              | 174,5             | 22.               | Nie ukończył konkurencji | Nie ukończył konkurencji |

### Łyżwiarstwo figurowe
| Zawodnik                            | Konkurencja     | Nota                            | Pozycja                         |
| ----------------------------------- | --------------- | ------------------------------- | ------------------------------- |
| Lisa-Marie Allen                    | Solistki        | 179,42                          | 5.                              |
| Sandy Lenz                          | Solistki        | 172,74                          | 9.                              |
| Linda Fratianne                     | Solistki        | 188,30                          | srebro                          |
| Charles Tickner                     | Soliści         | 187,06                          | brąz                            |
| David Santee                        | Soliści         | 185,52                          | 4.                              |
| Scott Hamilton                      | Soliści         | 181,78                          | 5.                              |
| Caitlin Carruthers Peter Carruthers | Pary sportowe   | 137,38                          | 5.                              |
| Shweryl Franks Michael Botticelli   | Pary sportowe   | 133,84                          | 7.                              |
| Tai Babilonia Randy Gardner         | Pary sportowe   | Wycofali się z podowdu kontuzji | Wycofali się z podowdu kontuzji |
| Judy Blumberm Michael Seibert       | Tańce na lodzie | 190,30                          | 7.                              |
| Stacey Smith John Summers           | Tańce na lodzie | 188,38                          | 9.                              |

### Łyżwiarstwo szybkie
Mężczyźni
| Zawodnik         | Konkurencja   | Konkurencja   | Konkurencja    | Konkurencja    | Konkurencja    | Konkurencja    | Konkurencja    | Konkurencja    | Konkurencja              | Konkurencja              |
| Zawodnik         | Bieg na 500 m | Bieg na 500 m | Bieg na 1000 m | Bieg na 1000 m | Bieg na 1500 m | Bieg na 1500 m | Bieg na 5000 m | Bieg na 5000 m | Bieg na 10 000 m         | Bieg na 10 000 m         |
| Zawodnik         | Czas          | Miejsce       | Czas           | Miejsce        | Czas           | Miejsce        | Czas           | Miejsce        | Czas                     | Miejsce                  |
| ---------------- | ------------- | ------------- | -------------- | -------------- | -------------- | -------------- | -------------- | -------------- | ------------------------ | ------------------------ |
| Eric Heiden      | 38,03         | złoto         | 1:15,18        | złoto          | 1:55,44        | złoto          | 7:02,29        | złoto          | 14:28,13                 | złoto                    |
| Daniel Immerfall | 38,69         | 5.            |                |                |                |                |                |                |                          |                          |
| James Chapin     | 39,74         | 24.           |                |                |                |                |                |                |                          |                          |
| Peter Mueller    |               |               | 1:17,11        | 5.             |                |                |                |                |                          |                          |
| Craig Kressler   |               |               | 1:18,37        | 11.            | 2:00,60        | 18.            | 7:25,43        | 18.            | Nie ukończył konkurencji | Nie ukończył konkurencji |
| Thomas Plant     |               |               |                |                | 2:00,57        | 17.            |                |                |                          |                          |
| Michael Woods    |               |               |                |                |                |                | 7:10,39        | 7.             | 14:39,53                 | 4.                       |

Kobiety
| Zawodniczka         | Konkurencja   | Konkurencja   | Konkurencja    | Konkurencja    | Konkurencja    | Konkurencja    | Konkurencja    | Konkurencja    |
| Zawodniczka         | Bieg na 500 m | Bieg na 500 m | Bieg na 1000 m | Bieg na 1000 m | Bieg na 1500 m | Bieg na 1500 m | Bieg na 3000 m | Bieg na 3000 m |
| Zawodniczka         | Czas          | Miejsce       | Czas           | Miejsce        | Czas           | Miejsce        | Czas           | Miejsce        |
| ------------------- | ------------- | ------------- | -------------- | -------------- | -------------- | -------------- | -------------- | -------------- |
| Leah Poulos-Mueller | 42,26         | srebro        | 1:25,41        | srebro         |                |                |                |                |
| Beth Heiden         | 43,18         | 7.            | 1:27,01        | 5.             | 2:13,10        | 7.             | 4:33,77        | brąz           |
| Sarah Docter        | 44,48         | 23.           | 1:28,80        | 14.            | 2:15,11        | 13.            | 4:43,30        | 10.            |
| Mary Docter         |               |               |                |                | 2:12,14        | 14.            | 4:39,29        | 6.             |

### Narciarstwo alpejskie
Mężczyźni
| Zawodnik       | Konkurencja            | Konkurencja            | Konkurencja                 | Konkurencja                 | Konkurencja                 | Konkurencja                 | Konkurencja                 | Konkurencja                 | Konkurencja                 | Konkurencja                 |
| Zawodnik       | Zjazd                  | Zjazd                  | Slalom gigant               | Slalom gigant               | Slalom gigant               | Slalom gigant               | Slalom specjalny            | Slalom specjalny            | Slalom specjalny            | Slalom specjalny            |
| Zawodnik       | Czas                   | Pozycja                | Czas 1. przejazdu           | Czas 2. przejazdu           | Czas łączny                 | Pozycje                     | Czas 1. przejazdu           | Czas 2. przejazdu           | Czas łączny                 | Pozycja                     |
| -------------- | ---------------------- | ---------------------- | --------------------------- | --------------------------- | --------------------------- | --------------------------- | --------------------------- | --------------------------- | --------------------------- | --------------------------- |
| Pete Patterson | 1:47,04                | 5.                     | Nie ukończył 1-go przejazdu | Nie ukończył 1-go przejazdu | Nie ukończył 1-go przejazdu | Nie ukończył 1-go przejazdu | Nie ukończył 1-go przejazdu | Nie ukończył 1-go przejazdu | Nie ukończył 1-go przejazdu | Nie ukończył 1-go przejazdu |
| Phil Mahre     | 1:48,88                | 14.                    | 1:21,74                     | 1:22,59                     | 2:44,33                     | 10.                         | 53,31                       | 50,37                       | 1:44,76                     | srebro                      |
| Andy Mill      | 1:49,07                | 16.                    |                             |                             |                             |                             |                             |                             |                             |                             |
| Karl Anderson  | Nie ukończył przejazdu | Nie ukończył przejazdu |                             |                             |                             |                             |                             |                             |                             |                             |
| Steve Mahre    |                        |                        | 1:21,86                     | 1:23,08                     | 2:44,94                     | 15.                         | Nie ukończył 1-go przejazdu | Nie ukończył 1-go przejazdu | Nie ukończył 1-go przejazdu | Nie ukończył 1-go przejazdu |
| Cary Adgate    |                        |                        | 1:22,48                     | Nie ukończył 2-go przejazdu | Nie ukończył 2-go przejazdu | Nie ukończył 2-go przejazdu |                             |                             |                             |                             |
| Billy Taylor   |                        |                        |                             |                             |                             |                             | Nie ukończył 1-go przejazdu | Nie ukończył 1-go przejazdu | Nie ukończył 1-go przejazdu | Nie ukończył 1-go przejazdu |

Kobiety
| Zawodniczka     | Konkurencja | Konkurencja | Konkurencja                  | Konkurencja                  | Konkurencja                  | Konkurencja                  | Konkurencja                  | Konkurencja                  | Konkurencja                  | Konkurencja                  |
| Zawodniczka     | Zjazd       | Zjazd       | Slalom gigant                | Slalom gigant                | Slalom gigant                | Slalom gigant                | Slalom specjalny             | Slalom specjalny             | Slalom specjalny             | Slalom specjalny             |
| Zawodniczka     | Czas        | Pozycja     | Czas 1. przejazdu            | Czas 2. przejazdu            | Czas łączny                  | Pozycje                      | Czas 1. przejazdu            | Czas 2. przejazdu            | Czas łączny                  | Pozycja                      |
| --------------- | ----------- | ----------- | ---------------------------- | ---------------------------- | ---------------------------- | ---------------------------- | ---------------------------- | ---------------------------- | ---------------------------- | ---------------------------- |
| Heidi Preuss    | 1:39,51     | 4.          | 1:17,54                      | 1:30,83                      | 2:48,37                      | 17.                          |                              |                              |                              |                              |
| Cindy Nelson    | 1:39,69     | 7.          | 1:17,42                      | 1:29,90                      | 2:47,32                      | 13.                          | 44,96                        | 45,89                        | 1:30,85                      | 11.                          |
| Holly Flanders  | 1:40,96     | 14.         |                              |                              |                              |                              |                              |                              |                              |                              |
| Christin Cooper |             |             | 1:16,61                      | 1:28,10                      | 2:44,71                      | 7.                           | 44,23                        | 45,05                        | 1:29,28                      | 8.                           |
| Tamara McKinney |             |             | Nie ukończyła 1-go przejazdu | Nie ukończyła 1-go przejazdu | Nie ukończyła 1-go przejazdu | Nie ukończyła 1-go przejazdu | Nie ukończyła 1-go przejazdu | Nie ukończyła 1-go przejazdu | Nie ukończyła 1-go przejazdu | Nie ukończyła 1-go przejazdu |
| Abigail Fisher  |             |             |                              |                              |                              |                              | 45,10                        | Nie ukończyła 2-go przejazdu | Nie ukończyła 2-go przejazdu | Nie ukończyła 2-go przejazdu |

### Saneczkarstwo
Mężczyźni
| Zawodnik                       | Konkurencja | Ślizg 1 | Ślizg 2 | Ślizg 3 | Ślizg 4 | Łącznie  | Pozycja |
| ------------------------------ | ----------- | ------- | ------- | ------- | ------- | -------- | ------- |
| Jeff Trucker                   | Jedynki     | 45,158  | 45,311  | 45,427  | 45,400  | 3:01,296 | 12.     |
| John Fee                       | Jedynki     | 45,328  | 45,407  | 46,032  | 45,345  | 3:02,112 | 14.     |
| Richard Stithem                | Jedynki     | 45,418  | 45,938  | 46,245  | 45,491  | 3:03,092 | 20.     |
| Richard Healey Walter Danco    | Dwójki      | 40,386  | 40,955  |         |         | 1:21,341 | 11.     |
| Francis Masley Raymond Bateman | Dwójki      | 48,241  | 40,612  |         |         | 1:28,853 | 18.     |

Kobiety
| Zawodniczka        | Konkurencja | Ślizg 1 | Ślizg 2                   | Ślizg 3                   | Ślizg 4                   | Łącznie                   | Pozycja                   |
| ------------------ | ----------- | ------- | ------------------------- | ------------------------- | ------------------------- | ------------------------- | ------------------------- |
| Deborah Genovese   | Jedynki     | 40,497  | 40,811                    | 40,799                    | 40,819                    | 2:42,926                  | 15.                       |
| Donna Burke        | Jedynki     | 40,663  | 40,931                    | 40,943                    | 41,148                    | 2:43,685                  | 17.                       |
| Susan Charlesworth | Jedynki     | 41,018  | Nie ukończyła 2-go ślizgu | Nie ukończyła 2-go ślizgu | Nie ukończyła 2-go ślizgu | Nie ukończyła konkurencji | Nie ukończyła konkurencji |

### Skoki narciarskie
Mężczyźni
| Konkurencja            | Skoczek          | Skok 1    | Skok 1 | Skok 2    | Skok 2 | Nota  | Pozycja |
| Konkurencja            | Skoczek          | odległość | Nota   | odległość | Nota   | Nota  | Pozycja |
| ---------------------- | ---------------- | --------- | ------ | --------- | ------ | ----- | ------- |
| Skocznia normalna K-70 | Jeff Davis       | 80,0      | 105,7  | 84,0      | 120,6  | 226,3 | 17.     |
| Skocznia normalna K-70 | Chris McNeill    | 79,0      | 110,1  | 74,5      | 102,4  | 212,5 | 23.     |
| Skocznia normalna K-70 | Jim Maki         | 81,0      | 113,8  | 72,0      | 94,9   | 208,7 | 26.     |
| Skocznia normalna K-70 | Jim Denney       | 70,0      | 93,2   | 75,0      | 99,7   | 192,9 | 36.     |
| Skocznia normalna K-90 | Jim Denney       | 109,0     | 123,8  | 104,0     | 115,3  | 239,1 | 8.      |
| Skocznia normalna K-90 | Walter Malmquist | 97,0      | 104,0  | 95,5      | 101,4  | 205,4 | 27.     |
| Skocznia normalna K-90 | Jeff Davis       | 96,0      | 99,6   | 83,0      | 76,9   | 176,5 | 44.     |
| Skocznia normalna K-90 | Reed Zuehlke     | 98,0      | 100,4  | 79,0      | 68,8   | 169,2 | 45.     |